# 山下勉
山下勉（日语： Stomu Yamash'ta，1947年3日15日—），是一名日本敲擊樂演奏家、鍵盤樂演奏家和作曲家。出生於日本京都府京都市。在1960年代至1970年代，山下勉以傳統日本敲擊樂音樂與西方漸進搖滾音樂的融合而聞名。

## 個人資料
在1960年，山下勉進入京都音樂學院就讀。由於山下勉的父親是京都愛樂樂團的音樂總監，以致山下勉可以在13歲時成為樂團其中一名敲擊樂手。山下勉曾在京都大學、茱莉亞音樂學院和伯克利音樂學院學習音樂。山下勉亦與指揮家約翰遜，武滿徹和指揮家漢斯•維爾納•亨策等人一起演出，並在1969年與小澤徵司和芝加哥交響樂團舉行音樂會時獲得矚目。

## 唱片目錄
- 太陽夢第一冊——永恆的禮物
- 太陽夢第二冊——贊基特的幻想
- 太陽夢第工冊——和平與愛
- 豆腐
- 海與天
- 敲擊樂演奏會